# Baek Seuk-hyun
Baek Seuk-hyun is een Zuid-Koreaans golfprofessional.

## Professional
Baek werd in 2008 professional en speelt sinds 2010 op de Aziatische PGA Tour. Zijn beste resultaat in zijn rookieseizoen was een tweede plaats bij het Indian Open achter Rikard Karlberg. In 2013 werd hij 5de bij de Avantha Masters, hetgeen hem het meeste prijzengeld opleverde.
Wereldranglijst
- eind 2011: nummer 653
- eind 2012: nummer 431
- eind 2013: nummer 240 (na de CIMB Classic)

Baanrecord
- 2013: een ronde van 66 op de Angkor Golf Resort tijdens de Handa Faldo Cambodian Classic (ronde 1)